# محمدالله بتاش
محمد الله بتاش (زاده: ۱۳۴۰ خورشیدی - ولسوالی امام صاحب، ولایت قندوز) سیاستمدار افغانستانی و وزیر سابق وزارت حمل و نقل و هوانوردی افغانستان در دولت وحدت ملی به ریاست جمهوری محمد اشرف غنی بود. وی در سال +توانست رای اعتماد پارلمان را کسب کند اما در ماه عقرب/آبان ۱۳۹۵ پارلمان افغانستان وی را استیضاح و با ۱۴۲ رای مخالف و ۵۱ رای موافق، رای اعتماد خود را وی پس گرفت. وی تا اسد/مرداد ۱۳۹۶ به عنوان سرپرست این وزارتخانه به فعالیت خود ادامه داد سپس در ۳ اسد/مرداد ۱۳۹۶ محمد حمید طهماسی جانشین وی شد.

## زندگی‌نامه
محمد الله بتاش زاده ۱
۰ از روستای دُرمن بتاش، ولسوالی امام صاحب ولایت قندوز است. وی مدرک لیسانس خود را در رشته علوم اجتماعی از دانشگاه کوبا روسیه، مدرک ماستری/فوق لیسانس خود را در رشته روابط بین الملل در مدرک دکترای خود را نیز در همین کشور کسب کرد. 

### دیگر فعالیت‌ها
- (۱۹۹۵-۲۰۰۱): همکاری با شرکت‌های تجاری بین‌المللی.[۱]
- (۲۰۰۴-۲۰۰۷):مشاور وزیر دولت در امور پارلمانی.[۱]
- (۱۳۸۸-۱۳۹۱): معاون پالیسی و سرپرست وزارت حمل و نقل و هوانوردی .[۱]
- (۱۳۹۱-۱۳۹۳): والی و54لایت فاریاب.[۱]